# Чемпионат мира по мотогонкам в классе Supersport
Supersport World Championship — чемпионат мира по шоссейно-кольцевым мотогонкам в классе SuperSport. Используются текущие модели, либо недавно выпущенные. Чемпионат организован FGsport и проводится Международной мотоциклетной федерацией.

## Обзор
Supersport был введен в качестве класса поддержки Чемпионата Мира по Супербайку в 1990 году как чемпионат Европы. Для участия допускаются мотоциклы с четырёхцилиндровыми двигателями объёмом не более 600 см³ и с двухцилиндровыми объёмом не более 750 см³. В 1997 году чемпионат стал мировым, а чемпионатом Европы стал European Road Racing Championship. Полное название Supersport World Championship было введено в 1999 году. Supersport Racing также был одним из самых популярных классов национальных гонок на протяжении многих лет.
Чтобы иметь право на участие в чемпионате, мотоциклы должны иметь четырёхтактный двигатель объёмом от 400 до 600 см³ для четырёхцилиндровый машин, и от 600 и 750 см³ для двухцилиндровых, а также должны удовлетворять требованиям FIM. В чемпионате Supersport правила гораздо более жесткие, чем в Superbikes. Шасси мотоцикла должно оставаться в значительной степени стандартным, в то время как тюнинг двигателя допускается, но жестко регулируется. Как и в World Superbike, используется контроль шин, хотя World Supersport правила диктуют, что шины должны быть дорожными и поэтому slicks не допускаются.
Чемпионат Supersport проходит в каждом раунде Superbike World Championship, за исключением этапов в США. Стартовые позиции распределяются между обладателями быстрейших кругов из двух 45-минутных квалификационных сессий. Каждая гонка примерно в 100 километров длиной.
21 июля 2013 года во время заезда итальянский пилот Kawasaki Андреа Антонелли не справился с управлением и вскоре скончался от полученных травм.

## Система очков
| Место | 1  | 2  | 3  | 4  | 5  | 6  | 7 | 8 | 9 | 10 | 11 | 12 | 13 | 14 | 15 |
| ----- | -- | -- | -- | -- | -- | -- | - | - | - | -- | -- | -- | -- | -- | -- |
| Очки  | 25 | 20 | 16 | 13 | 11 | 10 | 9 | 8 | 7 | 6  | 5  | 4  | 3  | 2  | 1  |

## Российские команды в чемпионате
В сезоне 2013 года в турнире Россию представляли 4 пилота и 4 команды:
- Владимир Леонов — команда YAKHNICH MOTORSPORT;
- Владимир Иванов — команда KAWASAKI DMC-LORENZINI TEAM;
- Эдуард Блохин — команда RIVAMOTO;
- Сергей Крапухин — команда RWT COCA-COLA MOTORSPORT

## Допущенные мотоциклы
| Модель                     | Период производства       |
| -------------------------- | ------------------------- |
| Ducati 748                 | Январь 2002 — не произв.  |
| Ducati 749                 | Январь 2004 — наст. время |
| Honda CBR600FS             | Январь 2001 — не произв.  |
| Honda CBR600F4i            | Январь 2001 — не произв.  |
| Honda CBR600RR (PC37)      | Январь 2003 — не произв.  |
| Honda CBR600RR (PC37)      | Январь 2005 — не произв.  |
| Honda CBR600RR (PC40)      | Январь 2007 — наст. время |
| Kawasaki ZX 600 K (ZX-6RR) | Январь 2003 — не произв.  |
| Kawasaki ZX 600 M (ZX-6RR) | Январь 2004 — не произв.  |
| Kawasaki ZX 600 N (ZX-6RR) | Январь 2005 — не произв.  |
| Kawasaki ZX 600 P (ZX-6RR) | Январь 2007 — наст. время |
| Suzuki GSX 600 R (K4)      | Январь 2004 — не произв.  |
| Suzuki GSX 600 R (K6)      | Январь 2006 — наст. время |
| Triumph Daytona 600        | Январь 2003 — не произв.  |
| Triumph Daytona 675        | Январь 2006 — наст. время |
| Yamaha YZF-R6              | Январь 2006 — наст. время |

## Чемпионы и призёры

### Результаты за последние пять лет

#### Личный зачёт
| Сезон      | Чемпионы | Чемпионы         | Поул | Победы | Подиум | Л.К. | Очки | Гонки    | 2 место              | Очки | 3 место          | Очки |
| ---------- | -------- | ---------------- | ---- | ------ | ------ | ---- | ---- | -------- | -------------------- | ---- | ---------------- | ---- |
| 2020       |          | Андреа Локателли | 7    | 12     | 13     | 11   | 333  | 15 из 15 | Лукас Махиас         | 229  | Филипп Оттль     | 162  |
| 2021       |          | Доминик Эгертер  | 4    | 10     | 16     | 8    | 417  | 21 из 24 | Стивен Одендаал      | 323  | Мануэль Гонсалес | 286  |
| 2022       |          | Доминик Эгертер  | 7    | 17     | 19     | 12   | 498  | 23 из 24 | Лоренцо Бальдассарри | 388  | Кан Ончу         | 264  |
| 2023       |          | Николо Булега    | 10   | 16     | 21     | 11   | 503  | 24 из 24 | Стефано Манци        | 408  | Марсель Шрёттер  | 294  |
| 2024       |          | Адриан Уэртас    | 8    | 10     | 18     | 7    | 439  | 24 из 24 | Стефано Манци        | 415  | Яри Монтелла     | 382  |
| Источники: |          |                  |      |        |        |      |      |          |                      |      |                  |      |

#### Зачёт производителей

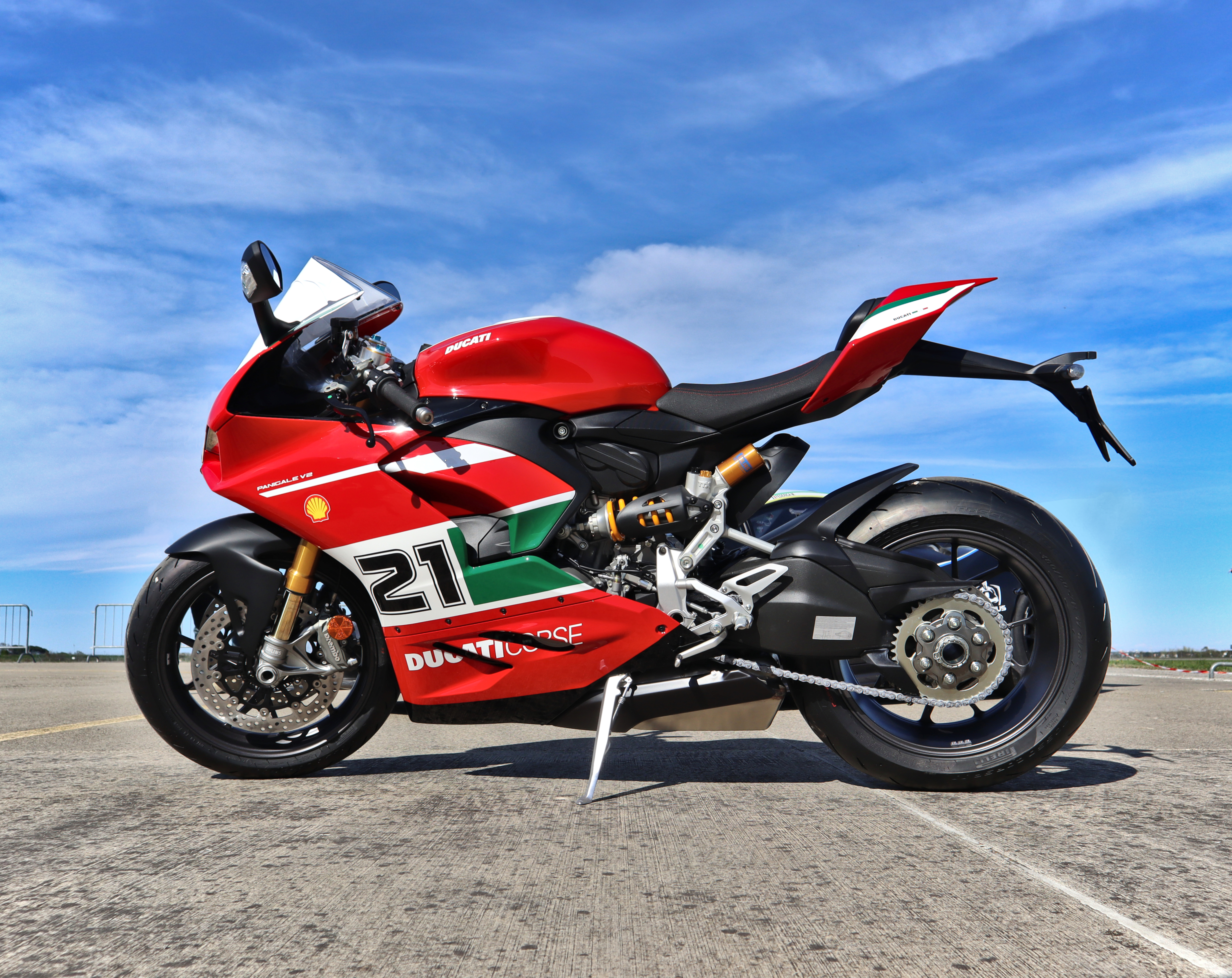
Panigale V2 мотоцикл Ducati сезона 2024 года

| Сезон      | Чемпионы | Очки | 2 место  | Очки | 3 место   | Очки |
| ---------- | -------- | ---- | -------- | ---- | --------- | ---- |
| 2020       | Yamaha   | 365  | Kawasaki | 268  | MV Agusta | 140  |
| 2021       | Yamaha   | 570  | Kawasaki | 350  | MV Agusta | 140  |
| 2022       | Yamaha   | 571  | Ducati   | 368  | Kawasaki  | 311  |
| 2023       | Ducati   | 540  | Yamaha   | 445  | MV Agusta | 315  |
| 2024       | Ducati   | 556  | Yamaha   | 474  | MV Agusta | 293  |
| Источники: |          |      |          |      |           |      |

### Комментарии
1. ↑  31 основных гонщиков и 32 резервных.